# Cuba aux Jeux olympiques d'été de 1928
Cuba participe pour la quatrième fois aux Jeux olympiques lors des Jeux d'Amsterdam. Le pays est représenté par un seul sportif, le sprinteur José Barrientos, surnommé le tonnerre des Caraïbes.

## Athlètes engagés

### Athlétisme
Hommes
| Athlète         | Épreuve | Séries   | Séries | Quarts de finale | Quarts de finale | Demi-finales | Demi-finales | Finale   | Finale  |
| Athlète         | Épreuve | Résultat | Rang   | Résultat         | Rang             | Résultat     | Rang         | Résultat | Rang    |
| --------------- | ------- | -------- | ------ | ---------------- | ---------------- | ------------ | ------------ | -------- | ------- |
| José Barrientos | 100 m   | 11.0     | 1      | n.c.             | 5                | Éliminé      | Éliminé      | Éliminé  | Éliminé |